# Life After Death
Life After Death è il secondo album in studio del rapper statunitense The Notorious B.I.G., pubblicato dalla Bad Boy Records nel 1997. Si tratta di un doppio disco postumo, concepito e realizzato però secondo i voleri del rapper. Viene considerato uno dei migliori album della storia dell'hip hop.
Il disco venne pubblicato sedici giorni dopo la morte di Christopher "Biggie Smalls" Wallace; include collaborazioni con vari artisti ospiti tra i quali 112, Jay-Z, Lil' Kim, Ma$e, Bone Thugs-n-Harmony, Too $hort, Angela Winbush, D.M.C. dei Run-D.M.C., R. Kelly, The Lox e Puff Daddy. Life After Death mostra Notorious B.I.G. sviluppare ulteriormente lo stile "mafioso rap", un sottogenere del gangsta rap. L'album è il seguito dell'esordio Ready to Die, e riprende dove termina l'ultima traccia di quest'ultimo, Suicidal Thoughts.
L'album fu nominato alla quarantesima edizione dei premi Grammy nelle categorie Best Rap Album, Best Rap Solo Performance per il singolo Hypnotize, e Best Rap Performance by a Duo or Group per Mo Money Mo Problems. Nel 2012 l'album si è classificato alla posizione numero 476 nella lista "The 500 Greatest Albums of All Time" redatta dalla rivista Rolling Stone.

## Antefatti
Due anni e mezzo prima della pubblicazione del disco, Notorious B.I.G., sposatosi nel frattempo con Faith Evans, divenne la figura più rappresentativa della East Coast nella faida tra costa orientale ed occidentale nel mondo del rap statunitense. L'album sarebbe dovuto uscire il giorno di Halloween del 1996, ma fu posticipato al 1997. Due settimane prima della pubblicazione di Life After Death, il 9 marzo 1997, The Notorious B.I.G. fu ucciso con quattro colpi di pistola a Los Angeles.

## Descrizione
I conflitti con gli altri rapper sono un tema ricorrente in tutto l'album. Numerose sono le tracce che contengono riferimenti e frecciate ai rivali di B.I.G., alcuni subliminali altri più evidenti. Il disco è stato concepito sonoramente con l'intenzione di arrivare ad un pubblico più ampio rispetto a Ready to Die, collaborando con una maggiore varietà di artisti, ed essendo lavorato su strumentali che offrono al disco una diversificazione sonora, al fine di far spiccare la versatilità del rapper.

## Impatto culturale
Life After Death è considerato essere un classico del genere hip hop, con alcuni dei suoi brani più importanti riguardati come canzoni più cognite del rap. Noto anche l'utilizzo massiccio delle sue strumentali per i freestyler di ogni genere. Col seguito massiccio ricevuto negli anni successivi alla sua pubblicazione, numerosi rapper e cantanti R&B di successive generazioni a B.I.G., hanno ripreso elementi del disco, tra cui: Trey Songz e Nicki Minaj hanno ripreso il ritornello di Fuck You Tonight per il loro singolo Touchin, Lovin del 2014. L’anno successivo Tyga ha ripreso alcune barre di Notorious Thugs nel brano D.G.I.F.U.. Nel 2018 la strumentale di Going Back to Cali è stata usata da Wiz Khalifa per il suo singolo Gin and Drugs. Lo stesso anno, il figlio di Puff Daddy (noto collaboratore di Biggie), King Combs riprese la strumentale di B.I.G. Interlude per il suo singolo di debutto Love You Better, in collaborazione con Chris Brown.

## Dissing

### Kick in the Door
La traccia Kick in the Door si rivolge a Nas, Jeru the Damaja, Raekwon, Ghostface Killah e persino al produttore della stessa DJ Premier. I messaggi sono stati notati dagli ascoltatori e confermati da vari artisti rap in molte occasioni, incluso il numero dell'aprile 2003 della rivista XXL, dove appare l'articolo The Making of: Life After Death.
Nell'articolo, Nashiem Myrick rivela che il secondo verso contiene delle strofe indirizzate a Jeru the Damaja e DJ Premier: «Nas disse che il disco era per lui, ma quando Big dice: "Son, I'm surprised you run with them/I think they got cum in them, 'cause they nothin' but dicks", stava parlando di Jeru the Damaja a Premier perché Jeru stava andando da Big e Puff e tutti loro [e Premier produsse la traccia One Day nell'album di Jeru Wrath of the Math]».
La strofa: «Fuck that, why try, throw bleach in your eye» è un riferimento alla provocazione di Raekwon nel brano Ice Water nell'album Only Built 4 Cuban Linx..., dove Raekwon rappa:
pullin bleach out tryin to throw it in my eyesight»
B.I.G. risponde:
Fuck that, why try, throw bleach in your eye [...]

Tote steel like Bronson, vigilante

Ma fottiti, perché non ti butti la candeggina sugli occhi [...]

Porto acciaio come Bronson, vigilante

Se lo vuoi figliolo, devi solo chiedermelo»
(Kick in the Door, The Notorious B.I.G.)
Le frasi nell'ultimo verso sono esplicitamente dirette a Nas come riferimento alla sua sfida a The Notorious B.I.G. per il titolo di "King of New York" nella canzone The Message nell'album It Was Written dove Nas recita:
There's one life, one love, so there can only be one King»
Biggie risponde con le parole:
They siblings, nothing but my chil'ren

One shot, they disappearin'

It's ill when MC's used to be on cruddy shit

Took home Ready to Die, listened, studied shit

Sono parenti, nient'altro che miei bambini

Uno sparo e spariscono

È da malati quando gli MC usano questa merda schifosa

Portato a casa Ready to Die, ascoltato, studiato lo schifo

Ora hanno fatto qualche soldo schifoso, successo all'improvviso»
(Kick in the Door, The Notorious B.I.G.)
Lil' Cease aggiunse: «Big parlò un po' di Nas in quel pezzo. La parte del "re di New York", nell'ultimo verso: «This goes out for those that chose to use disrespectful views on the King of NY» ("Questo è per quelli che scelgono di usare un tono irrispettoso nei confronti del re di New York"). Questo quando Nas venne fuori con quel suo freestyle, dove sembrava dire: "Toglierò la corona dal cosiddetto Re e la chiuderò sotto chiave". Big aveva avuto la copertina di The Source, dove era stato definito "The King of New York"».

### Long Kiss Goodnight
Esistono molte supposizioni e speculazioni sul fatto che la traccia Long Kiss Goodnight includa dei riferimenti criptici contenenti insulti a 2Pac e al proprietario della Death Row Records Suge Knight, sebbene il fatto non sia mai stato ufficialmente confermato all'epoca a causa della morte delle parti in causa.
Lil' Cease, cugina di Biggie e membro della Junior M.A.F.I.A. nel 2003 dichiarò a proposito di Long Kiss Goodnight: «Quella parlava di 'Pac. [...] Abbiamo dovuto cambiarla. Era un po' troppo. Non ricordo cosa abbia detto Big di lui, ma è stato terribile. Non ce l'avrebbe fatta. Non voleva farlo. Era molto incazzato. Ma non voleva colpirlo troppo. Voleva solo affrontarlo e fargli sapere: "So cosa sta succedendo, e potrei mandarti in rovina se voglio". Tipo, "se davvero volessi andare giù pesante con voi negri, potrei"».
Tuttavia, Sean Combs negò decisamente questa interpretazione.
Nel primo verso, la frase «Laugh Now, Cry Later» è presumibilmente un riferimento ai due tatuaggi sulla schiena di Tupac Shakur.
Gli ultimi due versi della traccia in particolare sembrano essere diretti a Tupac:
Put my name in raps, what part the game is that?

Like they hustle backwards

I smoke Backwoods and Dutchies, ya can't touch me

Try to rush me, slugs go touchy-touchy

You're bleeding lovely with your spirit above me or beneath me

Your whole life you live sneaky

Now you rest eternally, sleepy, you burn when you creep me

Rest where the worms and the weak be
Slugs hit your chest, tap your spine, flat line

Heard through the grapevine, you got fucked fo' times

Damn that three to nine, fucked you up for real though

Slugs still slow, as for remorse, we feel no»
Le strofe sembrano essere un riferimento al fatto che Tupac menzionava frequentemente Biggie per nome nei suoi rap, e alle voci messe in giro da Wendy Williams che 2Pac era stato violentato in carcere durante la sua detenzione a Rikers Island.
Anche se alcuni fan vollero scorgere nel pezzo un riferimento all'omicidio di Shakur, XXL Magazine scrisse che la traccia era stata composta prima della morte di 2Pac.

### Altri riferimenti
In Going Back to Cali la seconda strofa si apre con le riflessioni di Biggie circa la faida tra East Coast e West Coast:
I live out there, so don't go there

But that don't mean a nigga can't rest in the West

See some nice breasts in the West

Smoke some nice sess in the West, y'all niggas is a mess

Thinkin' I'm gon' stop, givin' L.A. props

All I got is beef with those that violate me

I shall annihilate thee

Case closed»
Nel brano Notorious Thugs, B.I.G. si riferisce chiaramente a 2Pac nella frase: «So called beef with you-know-who», definendo "una stronzata" la rivalità tra lui e Shakur, mentre Bone Thugs-N-Harmony tira frecciate a Three 6 Mafia, Twista, Crucial Conflict e Do or Die.
Anche le tracce What's Beef, My Downfall, Last Day e You're Nobody (Till Somebody Kills You) sono state indicate come presunti attacchi o riferimenti ai suoi rivali (incluso Shakur), sebbene lo stesso Biggie dichiarò in un'intervista rilasciata alla rivista Spin che il brano You're Nobody (Till Somebody Kills You) non era diretto a Tupac Shakur, che all'epoca era stato recentemente ucciso.

## Accoglienza

### Critica
| Recensione                    | Giudizio |
| ----------------------------- | -------- |
| AllMusic                      | [ 28 ]   |
| Christgau's Consumer Guide    | A        |
| Entertainment Weekly          | C+       |
| The Guardian                  | [ 31 ]   |
| Los Angeles Times             | [ 32 ]   |
| NME                           | 8/10     |
| Pitchfork                     | 9.5/10   |
| Rolling Stone                 | [ 35 ]   |
| The Rolling Stone Album Guide | [ 36 ]   |
| USA Today                     | [ 37 ]   |

Life After Death fu accolto da recensioni ampiamente positive alla sua pubblicazione. Jon Pareles del New York Times descrisse l'album come un'opera che "ostenta ricchezza con una piacevole spavalderia, groove midtempo e rap pacatamente arroganti". Anthony DeCurtis di Rolling Stone lo definì una "continuazione consapevole di Ready to Die", e scrisse: «Life After Death cattura l'innegabile fascino del crimine ma non si ferma davanti alla paura, alla disperazione e alla perdita irrimediabile che le strade inevitabilmente esigono». Cheo Hodari Coker del Los Angeles Times scrisse: «Life After Death riflette sia il lato oscuro che quello sensibile della personalità del rapper dei gemelli. Non è solo una complessa testimonianza di chi fosse nella sua vita privata, ma anche una dimostrazione della sua straordinaria capacità di rima. Nei momenti chiave, B.I.G. fa un meraviglioso lavoro di navigazione tra musica accessibile su misura per la radio e materiale più stimolante che verrà assaporato dai fan dell'hardcore hip hop che hanno ammirato a lungo le abilità al microfono di Biggie. Raramente un rapper ha tentato di accontentare così tanti pubblici diversi e lo ha fatto in modo così brillante». Recensendo l'album per la rivista The Source, Michael A. Gonzales dichiarò che il disco "diventerà senza dubbio un classico per ogni vero fan dell'hip-hop". Sebbene David Browne di Entertainment Weekly si espresse sfavorevolmente circa la durata dell'album e alcuni dei suoi contenuti violenti e materialistici, elogiò il rispetto totale del quale godeva Notorious B.I.G. per aver lavorato con altri stili e artisti hip-hop di altre regioni degli Stati Uniti d'America.

### Commerciale
Life After Death fu accolto da una quantità significativa di elogi della critica e successo commerciale. L'album vendette 690,000 copie nella prima settimana. Nel 2000, l'album fu certificato disco di diamante dalla Recording Industry Association of America (RIAA), con vendite superiori alle 5 milioni di copie (la soglia fissata per un album doppio) e viene considerato uno dei dischi di rap più venduti di sempre. Inoltre l'album detiene il primato del maggior salto di posizioni nella classifica Billboard 200, dove passò dalla posizione numero 176 alla numero 1 nello spazio di una settimana. Infine, trascorse quattro settimane in vetta alla classifica Top R&B/Hip-Hop Albums e raggiunse il primo posto nella classifica di fine anno di Billboard per il 1997.

## Tracce
Disco 1
1. Life After Death Intro – 1:39 – Sean "Puffy" Combs, Stevie J, The Notorious B.I.G. (co-prod.)
2. Somebody's Gotta Die – 4:26 – Myrick, Carlos "July Six" Broady, Puffy
3. Hypnotize – 3:50 – Deric "D-Dot" Angelettie, Ron Lawrence, Puffy
4. Kick in the Door – 4:47 – DJ Premier
5. Fuck You Tonight (featuring R. Kelly) – 5:45 – Nadia Cassini, Jones, Puffy
6. Last Day (featuring The Lox) – 4:19 – Havoc, Puffy, Stevie J
7. I Love the Dough (featuring Jay-Z & Angela Winbush) – 5:11 – Easy Mo Bee
8. What's Beef? – 5:15 – Broady, Myrick, Nadia Cassini, Paragon (co-prod.)
9. B.I.G. Interlude – 0:48 – B.I.G., Angelettie
10. Mo Money Mo Problems (featuring Ma$e & Puff Daddy) – 4:17 – Stevie J., Puffy
11. Niggas Bleed – 4:51 – Myrick, Broady, Puffy, Stevie J
12. I Got a Story to Tell – 4:42 – Buckwild, Chucky Thompson (co-prod.)
13. Interview/Biggie Speaks (Hidden Track) – 11:28

Disco 2
1. Notorious Thugs (featuring Bone Thugs-n-Harmony) – 6:07 – Stevie J., Puffy
2. Miss U (featuring 112) – 4:58 – Kay-Gee
3. Another (featuring Lil' Kim) – 4:15 – Puffy, Stevie J, Nadia Cassini
4. Going Back to Cali – 5:07 – Easy Mo Bee
5. Ten Crack Commandments – DJ Premier
6. Playa Hater – 3:57 – Stevie J., Puffy
7. Nasty Boy – 5:34 – Stevie J., Puffy
8. Sky's the Limit (featuring 112) – 5:29 – Kent
9. The World Is Filled... (featuring Too Short, Puff Daddy & Carl Thomas) – 4:54 – Angelettie, Nadia Cassini, Puffy
10. My Downfall (featuring DMC) – 5:26 – Broady, Myrick, Puffy
11. Long Kiss Goodnight – 5:18 – RZA
12. You're Nobody (Til Somebody Kills You) – 4:52 – Puffy, Stevie J., DJ Enuff (co-prod.), Jiv Poss (co-prod.)

### Clean version
1. Hypnotize – 3:57
2. Notorious Thugs – 6:14
3. I Love the Dough (featuring Jay-Z & Angela Winbush) – 5:40
4. B.I.G. Interlude – 0:48
5. Miss U – 4:05
6. Mo Money Mo Problems (featuring Puff Daddy & Ma$e) – 4:17
7. Playa Hater – 3:59
8. Another (featuring Lil' Kim) – 4:22
9. Ten Commandments – 3:24
10. Nasty Boy – 3:51
11. Sky's the Limit (featuring 112) – 4:37
12. Going Back to Cali – 3:55
13. You're Nobody (Til Somebody Kills You) – 4:52
14. Lovin' You Tonight (featuring R. Kelly) – 5:42

## Formazione
- Notorious B.I.G. – voce, testi, produzione aggiuntiva
- Sean "Puffy" Combs – rap performer, produzione
- Lil' Kim – rap performer
- Jay-Z – rap performer
- Too Short – rap performer
- Ma$e – rap performer
- Bizzy Bone – rap performer
- Krayzie Bone – rap performer
- Layzie Bone – rap performer
- Jadakiss – rap performer
- Styles P – rap performer
- Sheek Louch – rap performer
- 112 – voci
- R. Kelly – voce
- DMC – voce
- Angela Winbush – voce
- Kelly Price – voce
- Pamela Long – voce
- Carl Thomas – voce
- Faith Evans – cori
- Karen Anderson – cori
- Keanna Henson – cori
- Deborah Neeley Rolle – cori
- Ron Grant – cori
- Michael Ciro – chitarra

### Produzione
- Sean "Puffy" Combs – produzione, missaggio
- Carlos "6 July" Broady – produzione, organo Hammond
- Deric "D-Dot" Angelettie – produzione
- Stevie J – produzione
- Nashiem Myrick – produzione
- Ron Lawrence – produzione
- Easy Mo Bee – produzione
- DJ Premier – produzione
- Clark Kent – produzione
- Nadia Cassini- produzione
- RZA – produzione
- Havoc – produzione
- Buckwild – produzione
- Kay Gee – editor, produzione
- Chucky Thompson – produzione
- DJ Enuff – produzione
- Daron Jones – produzione
- Paragon – produzione
- Jiv Pos – produzione
- Mike Pitts – assistenza produzione, editor
- Michael Patterson – ingegnere del suono, missaggio
- Charles "Prince Charles" Alexander – ingegnere del suono, missaggio
- Lane Craven – fonico, missaggio
- Manny Marroquin – tecnico del suono
- Camilo Argumedes – tecnico del suono
- Stephen Dent – tecnico del suono
- Ben Garrison – tecnico del suono
- Rasheed Goodlowe – tecnico del suono
- Steve Jones – tecnico del suono
- Rich July – tecnico del suono
- John Meredith – tecnico del suono
- Lynn Montrose – tecnico del suono
- Axel Niehaus – tecnico del suono
- Diana Pedraza – tecnico del suono
- Doug Wilson – tecnico del suono
- Tony Maserati – missaggio
- Paul Logus – missaggio
- Eddie Sancho – missaggio
- Richard Travali – missaggio
- Herb Powers – mastering

## Riconoscimenti
| Pubblicazione      | Nazione     | Riconoscimento                                              | Anno | Posizione |
| ------------------ | ----------- | ----------------------------------------------------------- | ---- | --------- |
| About.com          | Stati Uniti | 100 Greatest Hip Hop Albums                                 | 2008 | 40        |
| About.com          | Stati Uniti | Best Rap Albums of 1997                                     | 2008 | 1         |
| Addicted to Noise  | Stati Uniti | Albums of the Year                                          | 1997 | 7         |
| Blender            | Stati Uniti | The 100 Greatest American Albums of All time                | 2002 | 25        |
| Ego Trip           | Stati Uniti | Hip Hop's 25 Greatest Albums by Year 1980–98                | 1999 | 1         |
| The Face           | Regno Unito | Albums of the Year                                          | 1997 | 20        |
| Fnac               | Francia     | The 1000 Best Albums of All Time                            | 2008 | 858       |
| Hip Hop Connection | Regno Unito | The 100 Greatest Rap Albums 1995–2005                       | 2005 | 14        |
| Tom Moon           | Stati Uniti | 1,000 Recordings to Hear Before You Die                     | 2008 | *         |
| The New Nation     | Regno Unito | Top 100 Albums by Black Artists                             | 2005 | 60        |
| OOR Moordlijst     | Paesi Bassi | Albums of the Year                                          | 1997 | 87        |
| Pure Pop           | Messico     | Albums of the Year                                          | 1997 | 18        |
| Q                  | Regno Unito | Albums of the Year                                          | 1997 | *         |
| Rolling Stone      | Stati Uniti | The 500 Greatest Albums of All Time                         | 2020 | 179       |
| Rolling Stone      | Stati Uniti | 100 Best Albums of the Nineties                             | 2011 | 66        |
| Rolling Stone      | Stati Uniti | The Essential Recordings of the 90s                         | 1999 | *         |
| The Source         | Stati Uniti | The 100 Best Rap Albums of All Time                         | 2005 | 8         |
| The Source         | Stati Uniti | The Critics Top 100 Black Music Albums of All Time          | 2005 | 60        |
| Spex               | Germania    | Albums of the Year                                          | 1997 | 19        |
| Spin               | Stati Uniti | Albums of the Year                                          | 1997 | 7         |
| (AA.VV.)           | Stati Uniti | 50 Years of Great Recordings                                | 2005 | *         |
| Vibe               | Stati Uniti | 51 Albums representing a Generation, a Sound and a Movement | 2004 | *         |
| Vibe               | Stati Uniti | 150 Albums That Define the Vibe Era (1992–2007)             | 2007 | *         |
| Village Voice      | Stati Uniti | Albums of the Year                                          | 1997 | 12        |

(*) indica l'inclusione senza una posizione specifica

## Eredità e influenza
Sebbene pubblicato sull'onda dell'uccisione di B.I.G. nel corso di un agguato, Life After Death segnalò un cambio di direzione stilistica nel gangsta rap grazie alla sua contaminazione con la musica mainstream commerciale. Dopo l'uscita di Life After Death, la Bad Boy Records di Puff Daddy proseguì nell'operazione di avvicinamento tra pop e gangsta rap: i riferimenti alla violenza e allo spaccio di droga rimasero, come anche tutta la retorica "gangsta", ma lo stile di produzione generale cambiò orientandosi verso le classifiche pop, come sperimentato nei singoli Hypnotize e Mo Money Mo Problems o nella traccia Fuck You Tonight di Life After Death. Notorious B.I.G. viene spesso indicato come il pioniere di questa trasformazione, poiché è stato tra i primi rapper mainstream a produrre album con un tentativo calcolato di includere narrazioni gangsta crude e realistiche in produzioni più radio-friendly.
Molti artisti hip hop furono esplicitamente influenzati dalle canzoni di Life After Death. Down in New York City di Evidence è essenzialmente Going Back to Cali dalla prospettiva di un rapper della costa occidentale. Jay-Z incorporò quattro rime prese da The World Is Filled... nel suo pezzo I Just Wanna Love U (Give It 2 Me), e prese il ritornello della sua Squeeze 1st da Hypnotize, una strofa per The Ruler's Back da Kick in the Door e da You're Nobody ('Til Somebody Kills You) per D.O.A. (Death of Auto-Tune). Ice Cube prese il ritornello di Kick in the Door per la sua Child Support. Il rapper francese Rohff intitolò il suo album La Vie Avant La Mort (2001) come sorta di omaggio a B.I.G.